# Nahe (Reno)
La Nahe è un fiume che attraversa la Germania. Affluente da sinistra del Reno, ha una lunghezza complessiva di 120 chilometri. Non va confuso con l'omonimo affluente della Schleuse, che scorre in Turingia.

## Corso
La sorgente del fiume si trova nei pressi di Nohfelden, nella Saarland, 4 km a sud del lago Bostalsee. Dopo aver attraversato il circondario della Birkenfeld, la Nahe segna il confine dello Stato della Renania-Palatinato. Negli ultimi cinquanta chilometri del suo corso, attraversa Hoppstädten-Weiersbach, Idar-Oberstein (fiume sotterraneo lungo), Kirn e Monzingen (Hunsrück) via Niederhausen. Vicino ad Odernheim am Glan, si trova la storica abbazia di Disibodenberg di Ildegarda di Bingen. Sopra si trovano Bad Münster am Stein, Bad Kreuznach e Gensingen. Infine la Nahe a Bingen si getta nel Reno.
La Nahe è in gran parte canalizzata ma non navigabile. La valle della Nahe è famosa inoltre per i suoi vini, con la regione Nahe, che vengono imbottigliati in particolari bottiglie azzurre.

### Affluenti
Gli affluenti principali della Nahe sono:
- alla sinistra orografica: Bos, Söterbach, Traunbach, Schwollbach, Siesbach, Idarbach, Fischbach, Hahnenbach, Simmerbach / Kellenbach, Ellerbach, Guldenbach, Trollbach
- alla destra orografica:Glan, Alsenz, Appelbach, Wiesbach

### Località bagnate
| - Nohfelden - Hoppstädten-Weiersbach - Nohen - Kronweiler - Sonnenberg-Winnenberg - Frauenberg - Idar-Oberstein - Kirn - Hochstetten-Dhaun - Martinstein | - Merxheim - Monzingen - Meddersheim - Bad Sobernheim - Staudernheim - Boos - Schloßböckelheim - Oberhausen - Niederhausen - Norheim | - Bad Münster am Stein-Ebernburg - Bad Kreuznach - Bretzenheim - Gensingen - Langenlonsheim - Grolsheim - Laubenheim - Münster-Sarmsheim - Bingen am Rhein |